# Strate arborée

Représentation schématique de la stratification aérienne (ou épigée) des végétaux.

La strate arborée ou strate arborescente est, en botanique, une strate composée des arbres dont la hauteur dépasse 5 mètres.